# Celestýn IV.
Celestýn IV. (lat. Caelestinus IV.; ? – 10. listopad 1241), narozen jako Goffredo da Castiglione, byl papežem od 25. října 1241 do 10. listopadu téhož roku. Do církevní historie se zapsal jako papež s jedním z nejkratších pontifikátů – na papežském stolci seděl pouhých sedmnáct dní. Po Urbanovi VII. a Bonifácovi VI. tak byl jeho pontifikát třetí nejkratší v dějinách papežství.

## Život
Po smrti Řehoře IX. mělo nového papeže volit dvanáct kardinálů. Dva z nich však jako své zajatce věznil císař Fridrich II. Senátor Matteo Rosso zbylých deset kardinálů zavřel v Septizoniu. Nejen hygiena začala být pro kardinály v konkláve nesnesitelná, a poté, co jeden z nich zemřel, Matteo Rosso pohrozil exhumací Řehoře IX. To byl dostatečný impuls a kardinálský sbor jednohlasně zvolil Celestýna IV.
V předchozím životě se nový papež věnoval mnišskému životu, sepisování dějin skotského království a kardinálské činnosti při kostele San Marco. Řehoř IX. ho jmenoval kardinálem 18. září 1227 s diecézí San Marco v jižní Itálii.
Od roku 1238 působil jako kardinál-biskup v Sabinské diecézi.
Dne 25. října 1241 byl zvolen papežem, 28. se usadil v Lateránu a 10. listopadu zemřel. Papežem byl tedy pouhých 17 dní.